# Kraftwerk Amlach
Das Kraftwerk Amlach ist ein Laufkraftwerk der TIWAG an der Drau. Es ist das orographisch oberste aller Draukraftwerke und das einzige in Tirol. Für Laufkraftwerke ungewöhnlich ist die lange Ausleitung, die sich vom Speicher Tassenbach ausgehend als Druckstollen über 22 km in der rechten Seite des Pustertales durch die Lienzer Dolomiten zieht und eine Rohfallhöhe von 370 m ermöglicht.

## Speicher Tassenbach
Der Speicher liegt bei Tassenbach in der Gemeinde Strassen knapp oberhalb der Einmündung von Gailbach und Tessenbergbach. Während der Tessenbergbach ungenützt bleibt, wird das Wasser der Tiroler Gail eingeleitet. Der Nutzinhalt des Speichers beträgt 240.000 m³ und das Stauziel liegt bei 1069 m ü. A., das Absenkziel 3 m darunter. Die Abstimmung von Kraftwerk und Speicher erlaubt einen Schwellbetrieb mit Tageszyklus. Der Speicher wurde nach dem Gesichtspunkt gestaltet, den Lebensraum zu bereichern. Das Einzugsgebiet der Drau beträgt bis dahin ca. 380 km²; hinzu kommt das des Gailbaches mit 45 km².

## Leitungsbauten
Das Wasser wird vom Speicher aus über einen 22 km langen, 3,2 m starken Druckstollen zum Schieberhaus geleitet, das sich in Leisach oberhalb der Galitzenklamm befindet. Dort befindet sich ein Wasserschloss. Vom Schieber fällt das Wasser durch einen Druckschacht und eine Flachstrecke in das Turbinenhaus.

## Turbinenhaus
Das Turbinenhaus befindet sich etwas flussauf von Amlach. Es sind zwei aufrechte Francisturbinen installiert, die mit Drehstromgeneratoren gekuppelt sind. Die Engpassleistung beträgt 60.200 kW. Die Nutzfallhöhe beträgt 340 m.

## Belege
1. 1 2  Das Tiwag Kraftwerk in Amlach. In: amlach.net. Archiviert vom Original (nicht mehr online verfügbar) am 18. Oktober 2016; abgerufen am 18. Oktober 2016.  Info: Der Archivlink wurde automatisch eingesetzt und noch nicht geprüft. Bitte prüfe Original- und Archivlink gemäß Anleitung und entferne dann diesen Hinweis.
2. 1 2  Draukraftwerk - Strassen-Amlach: Geologische Erkenntnisse. In: opac.geologie.ac.at. S. 2, abgerufen am 18. Oktober 2016.
3. 1 2 3  Wasserbuch-Auszug. Land Tirol, abgerufen am 18. Oktober 2016.
4. ↑  Tiwag: tiwag_unsere_kraftwerke_kw_amlach_kw-broschuere-amlach_webansicht_rz.pdf. In: www.tiwag.at. TIWAG, abgerufen am 18. April 2025.
5. 1 2  Offizielle Berichte der Gemeinde Strassen. In: gemeinde-strassen.at. Archiviert vom Original (nicht mehr online verfügbar) am 18. Oktober 2016; abgerufen am 18. Oktober 2016.  Info: Der Archivlink wurde automatisch eingesetzt und noch nicht geprüft. Bitte prüfe Original- und Archivlink gemäß Anleitung und entferne dann diesen Hinweis.
6. ↑  Flächenverzeichnis der österreichischen Flussgebiete – Draugebiet. Bundesministerium für Land- und Forstwirtschaft, Umwelt und Wasserwirtschaft, S. 3–4, abgerufen am 9. März 2022.